# Політичний реп
Політичний реп (чи політичний хіп-хоп) — стиль хіп-хоп-музики, де тематика лірики та музики зачіпає політику.
Як правило, політичні реп-виконавці мають імідж «борців» за справедливість у країні, що протиставляють себе громадськості.

## Історія
Першими виконавцями політичного хіп-хопу прийнято вважати гурти The Last Poets, The Watts Prophets і виконавця Джила Скотт-Герона.
Політичний хіп-хоп звернений до художників, поетів та музикантів, годує в собі «гостре» ставлення до політики, що бажають щось сказати і повідати людям, в надії змінити сутність цього явища. Політичний реп відносять до соціального хіп-хопу, проте, політичний реп трохи відрізняється від свідомого хіп-хопу, тим, що творчість політичних реп-виконавців може бути і антисоціального характеру.
Першими платівками з записами політичного хіп-хопу стали «The Black Voices: On the Streets in Watts» (1969), «The Last Poets» (1970) і «Small Talk at 125th and Lenox» (1970).

## «Чорний» хіп-хоп
Найважливіше місце в історії політичного репу займає, звичайно, негроїдний «Чорний» національний хіп-хоп-рух.
Націоналізм негрів був однією з провідних ідеологій позаду войовничого крила північноамериканського руху за громадянські права в 1970-их і на початку 1980-их.
Це відігравало головну роль у ранньому політичному хіп-хопі і продовжує бути головною силою пожвавлення для багатьох сучасних політичних хіп-хоп-артистів.
Яскраві представники:
- 2Pac
- Public Enemy
- Blue Scholars
- The Coup
- The Last Poets та інші

## Марксистський хіп-хоп
Марксизм довго був головною силою пожвавлення в громадських рухах у всьому світі, в тому числі і в хіп-хопi.
Два відомих представника марксистського хіп-хопу — гурти «The Coup» і «Marxman».
Обидві групи також включають у свої пісні революційний націоналізм, ірландський республіканізм (Marxman) і «чорний» націоналізм (The Coup).

## Анархістський хіп-хоп
Анархізм був головною ідеологією мотивації для популярних рухів в усьому світі більше століття. Популярним він став і в культурі хіп-хопу.
Як марксистський хіп-хоп, комунізм і антиімперіалізм — головні теми анархістської музики хіп-хопу поряд з «Антипарламентаризмом» і сильним акцентом на «соціальну нерівність».
Потреба в масовій організації суспільного рівня і опозиції політичної ієрархії, незаконної влади — також загальні теми. На відміну від марксистських дій, які вважалися основними, анархістські артисти взагалі слідували своїм власним ідеалам, тому й є незалежними від інших політичних напрямків хіп-хопу.
Яскраві представники:
- Emcee Lynx
- Comrade Malone
- Direct Raption
- Anarchist Academy
- Captain Moonlight
- Entartete Kunst
- La Vida Cuesta Libertades (Life Cost Liberty)
- Moscow Death Brigade
- Sam Gold
- X Jeffry Goines X
- The Chryme Scene
- xLife in oblivionx
- Yponoia
- Куба
- A Political Scum
- La Belle Verte
- Keny Arkana
- Nuclear Winter
- Streetcleaners

## Політичний реп в пост-радянському просторі

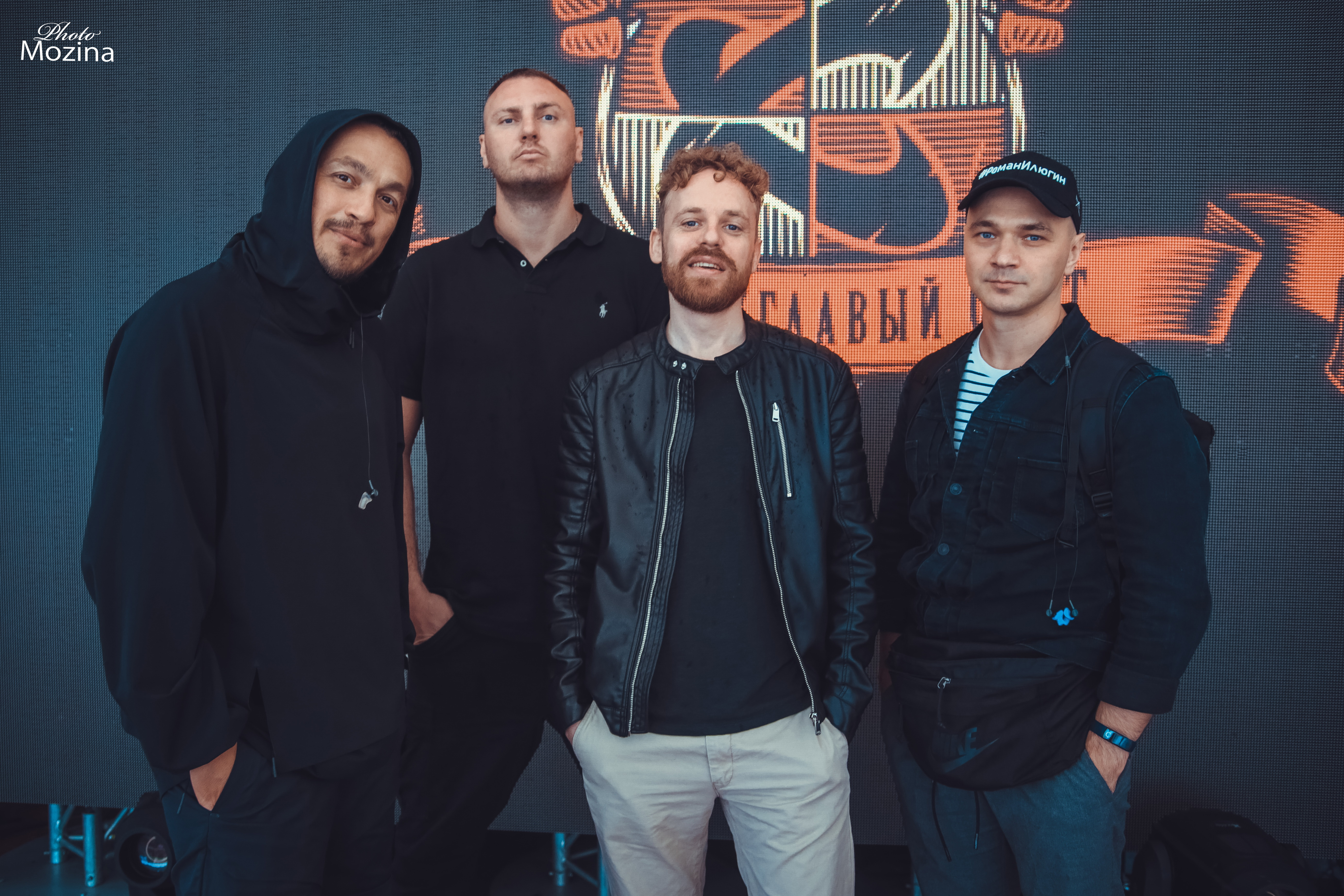
Каста

Найрозвиненішим цей вид репу є в Росії, де політична тематика буквально створила середовище репових тусовок. Завдяки цій тематиці стали відомими такі реп-гурти як: Каста та Многоточие, що фактично заклали підвалини репу на теренах колишнього СРСР.
В Україні при складній політичній ситуації цей вид репу фактично «процвітає». Політична тематика як не як є актуальною та цікавою.
Яскраві представники:
- Chet
- Bad B. Альянс
- Ю.Г.
- Многоточие
- Noize MC
- Дымовая завеса
- Лигалайз
- 5Плюх
- Trylogy Soldiers
- Nekby
- Інквізиція
- Каста